# João Silva (triatleta)
João Pedro Lopes da Silva (Benedita, 15 de mayo de 1989) es un deportista portugués que compite en triatlón.
Participó en los Juegos Europeos de Bakú 2015, obteniendo la medalla de plata en la prueba masculina individual. Ganó una medalla de bronce en el Campeonato Europeo de Triatlón de 2017 y una medalla de bronce en el Campeonato Europeo de Triatlón de Velocidad de 2017.

## Palmarés internacional
| Juegos Europeos    | Juegos Europeos     | Juegos Europeos   | Juegos Europeos |
| Año                | Lugar               | Medalla           | Prueba          |
| ------------------ | ------------------- | ----------------- | --------------- |
| 2015               | Bakú (Azerbaiyán)   | Medalla de plata  | Individual      |
| Campeonato Europeo |                     |                   |                 |
| Año                | Lugar               | Medalla           | Prueba          |
| 2017               | Kitzbühel (Austria) | Medalla de bronce | Individual      |

| Campeonato Europeo | Campeonato Europeo    | Campeonato Europeo | Campeonato Europeo |
| Año                | Lugar                 | Medalla            | Prueba             |
| ------------------ | --------------------- | ------------------ | ------------------ |
| 2017               | Düsseldorf (Alemania) | Medalla de bronce  | Individual         |